# Caserne de Sham Shui Po
La caserne de Sham Shui Po (威菲路軍營, Sham Shui Po Barracks) est une ancienne installation militaire de Hong Kong autrefois située dans le quartier de Sham Shui Po à Kowloon entre Fuk Wa Street (en), Yen Chow Street (en), Tonkin Street (en) et Camp Street.
Les bâtiments d'un côté étaient connus sous le nom de caserne de Hankou et de l'autre de caserne de Nankin et il y avait un grand terrain de parade. Des bâtiments plus petits sont plus tard ajoutés et les grands bâtiments du jubilé sont construits pour servir de quartiers aux officiers mariés.
Construite en 1927, elle est démolie au début des années 1990 pour faire place à des espaces résidentiels et au parc de Sham Shui Po.

## Histoire

### Seconde Guerre mondiale
Durant l'occupation japonaise de Hong Kong, l'armée impériale japonaise utilise la caserne comme camp de prisonniers pour les soldats britanniques, indiens et canadiens. C'est le principal camp de prisonniers de guerre à Hong Kong, créé avant même que les Britanniques ne cèdent la colonie, jusqu'à la reddition japonaise. À un certain moment, c'est le seul établissement de prisonniers de guerre de Hong Kong, à l'exception de l'hôpital de la Central British School (actuelle école King George V (en)). De nombreux prisonniers de guerre y sont morts, en particulier lors d'une épidémie de diphtérie en 1942, et tous les envois de prisonniers de guerre vers le Japon partaient de la jetée en bambou de Sham Shui Po.

### Après la guerre
En 1959, l'armée cède une bande de terrain à l'intérieur de la base au gouvernement de Hong Kong afin de permettre le prolongement de Lai Chi Kok Road (en).
À la fin des années 1970 et au début des années 1980, le camp est utilisé pour héberger des réfugiés vietnamiens (en).
Le camp est réaménagé en logements au début des années 1990. Aucune des anciennes structures militaires ne perdure et il ne reste que des plaques commémorant le camp de prisonniers de guerre, ainsi que des érables commémorant les Canadiens détenus sur place. Ceux-ci peuvent être trouvés au parc de Sham Shui Po, qui fait également partie de l'ancienne caserne.